# Lijst van voorzitters van de Nationale Vergadering van Gambia
Dit is een lijst van voorzitters van de Nationale Vergadering van Gambia. De functie is drie maal hernoemd. 

## Overzicht

### Wetgevende Raad van Gambia
| Naam                     | Ingehuldigd | Vertrek |
| ------------------------ | ----------- | ------- |
| Hon. Sir John A. Mahoney | 1954        | 1962    |

### Huis van Afgevaardigden van Gambia
| Name                                   | Ingehuldigd | Vertrek |
| -------------------------------------- | ----------- | ------- |
| Hon. Sir Alieu Sulayman Jack           | 1962        | 1972    |
| Hon. Dr. S.H.O. Jones                  | 1972        | 1983    |
| Hon. Alhaji Momodou Baboucar Njie (BP) | 1983        | 1994    |

### Voorzitters van de Nationale Vergadering van Gambia
| Name                           | Ingehuldigd | Vertrek |
| ------------------------------ | ----------- | ------- |
| Hon. Mustapha B. Wadda         | 1997        | 2001    |
| Hon. Sheriff Mustapha Dibba    | 2002        | 2006    |
| Hon. Mrs. Belinda Bidwell      | 2006        | 2007    |
| Hon. Fatoumatta Jahumpa Ceesay | 2007        | 2010    |
| Hon. Abdoulie Bojang           | 2010        | 2017    |
| Hon. Mariam Jack-Denton        | 2017        | 2022    |
| Hon. Fabakary Jatta            | 2022        |         |